# ノインキルヒェン郡 (ドイツ)
ノインキルヒェン郡（Landkreis Neunkirchen）は、ドイツのザールラント州にある郡の一つである。郡庁所在地はノインキルヒェン。
北から時計回りに、ザンクトヴェンデル郡、ラインラント＝プファルツ州クーゼル郡、ザールプファルツ郡、ザールブリュッケン都市連合、そしてザールルイ郡に隣接している。

## 歴史
1814年に、オットヴァイラー郡が形成されるが、その歴史は1545年のオットヴァイラー領Herrschaft Ottweilerにまで遡る事ができる。その後はAmtや Oberamt Ottweilerを経て、ナポレオンの時代には、Kanton Ottweilerとなる。
形成から2年後の1816年、ウィーン会議にて1816年に再編成された。1866年には郡庁所在地をノインキルヒェンに移す試みがあったが頓挫した。
1974年に郡が再編され、大きな変更として、郡庁所在地が移動し、併せて郡名もノインキルヒェンと変わった。しかし、オットヴァイラーにも郡機能の一部は残っている。

## 地理
郡の全域が、ザールブリュッケンを中心とする工業地帯に属している。またbank of the Bliesやザール川の支流がある。

## 市町村
| 市 1. ノインキルヒェン (Neunkirchen (Saar)) 2. オットヴァイラー(Ottweiler) | 町村 1. エッペルボルン 2. イリンゲン 3. メルヒヴァイラー 4. シフヴァイラー 5. シュピーゼン＝エルヴェルスベルク(Spiesen-Elversberg) |